# Vanderbylia borneensis
Vanderbylia borneensis är en svampart som beskrevs av Corner 1987. Vanderbylia borneensis ingår i släktet Vanderbylia och familjen Polyporaceae.   Inga underarter finns listade i Catalogue of Life.